# 旧制中等教育学校の一覧 (埼玉県)
埼玉県における旧制中等教育学校の一覧（きゅうせいちゅうとうきょういくがっこうのいちらん）は、学制改革前（第二次世界大戦前）の埼玉県内での旧学制の中等教育学校をまとめた一覧。

## 旧制中学校

### 公立
- 埼玉県立第一尋常中学校（1895年）⇒ 埼玉県第一中学校 ⇒ 埼玉県立浦和中学校 ⇒《新制》埼玉県立浦和高等学校
- 埼玉県第二尋常中学校（1895年）⇒ 埼玉県第二中学校 ⇒ 埼玉県立熊谷中学校 ⇒《新制》埼玉県立熊谷高等学校
- 埼玉県第三尋常中学校（1899年）⇒ 埼玉県立川越中学校 ⇒《新制》埼玉県立川越高等学校
- 埼玉県第四尋常中学校（1899年）⇒ 埼玉県立粕壁中学校 ⇒《新制》埼玉県立春日部高等学校
- 私立埼玉英和学校（1886年）⇒ 私立埼玉和英学校 ⇒ 私立埼玉尋常中学校（1897年）⇒ 私立埼玉中学校（一次）⇒ 埼玉県立不動岡中学校 ⇒《新制》埼玉県立不動岡高等学校
- 埼玉県立松山中学校（1922年）⇒《新制》埼玉県立松山高等学校
- 埼玉県立本庄中学校（1922年）⇒《新制》埼玉県立本庄高等学校
- 浦和市立中学校（1943年）⇒《新制》浦和市立高等学校 ⇒ さいたま市立高等学校 ⇒ さいたま市立浦和中学校・高等学校（2007年）
- 私立恵仁中学校（1931年）⇒ 私立埼玉中学校（二次）⇒《新制》埼玉高等学校 ⇒ 浦和第一高等学校 ⇒ 都北学院高等学校 ⇒（市に移管）浦和市立都北高等学校 ⇒（1957年：浦和市立高等学校に統合）
- 埼玉県川口市立川口中学校（1941年）⇒《新制》埼玉県川口市立川口高等学校 ⇒（1951年：県立移管）埼玉県立川口高等学校
- 秩父町立秩父商業学校（1937年）⇒ 秩父町立埼玉県秩父工業学校 ⇒ 秩父町立埼玉県秩父中学校（1946年）⇒ 組合立埼玉県秩父中学校 ⇒《新制》組合立秩父高等学校 ⇒（1950年：統合）埼玉県立秩父高等学校

### 私立
- 立教尋常中学校（1896年：東京市京橋区築地）⇒ 立教中学校（1899年）⇒（1923年：東京府北豊島郡西巣鴨町池袋へ移転）⇒《新制》立教中学校、立教高等学校 ⇒（1960年：立教高等学校が北足立郡新座町へ移転）⇒（2000年：高等学校を改称、中学校を併設）立教新座中学校・高等学校

## 高等女学校

### 公立
- 埼玉女学校（1898年）⇒ 埼玉県立高等女学校（1900年）⇒ 埼玉県立浦和高等女学校（1901～1911年：埼玉県女子師範学校を併設）⇒ 埼玉県立浦和第一高等女学校 ⇒《新制》埼玉県立浦和第一女子高等学校
- 埼玉県立浦和第二高等女学校（1934年：北足立郡六辻村 埼玉県女子師範学校に併設）⇒《新制》埼玉県立浦和第二女子高等学校 ⇒（1950年：共学化）埼玉県立浦和西高等学校 ⇒（1956年：浦和市下木崎皇山に移転）
- 川越町立川越高等女学校（1906年）⇒ 埼玉県立川越高等女学校（1911年）⇒《新制》埼玉県立川越女子高等学校
- 埼玉県立熊谷高等女学校（1911年）⇒《新制》埼玉県立熊谷女子高等学校
- 熊谷桜雲女学校 ⇒ 熊谷市立高等女学校 ⇒《新制》熊谷市立女子高等学校（1963～2008年に存在した同名校とは別）⇒（1950年：埼玉県立熊谷女子高等学校に統合）
- 久喜実科高等女学校（1919年）⇒ 埼玉県立久喜高等女学校（1921年）⇒《新制》埼玉県立久喜女子高等学校 ⇒ 埼玉県立久喜高等学校（1949年）
- 埼玉県北埼玉郡忍町立実科高等女学校（1915年）⇒ 北埼玉郡実科高等女学校 ⇒ 埼玉県立忍実科高等女学校 ⇒ 埼玉県立忍高等女学校（1925年）⇒《新制》埼玉県立行田女子高等学校 ⇒（2005年：統合）埼玉県立進修館高等学校
- 組合立埼玉児玉実科高等女学校（1922年）⇒ 埼玉県児玉高等女学校（1925年）⇒ 埼玉県立児玉高等女学校 ⇒《新制》埼玉県立児玉高等学校
- 本庄町立裁縫女学校（1908年）⇒ 本庄町立本庄実科高等女学校 ⇒ 本庄町立本庄高等女学校（1926年）⇒《新制》埼玉県立本庄女子高等学校 ⇒（1950年：統合）埼玉県立本庄高等学校
- 成均学園高等女学校（1927年：私立）⇒ 成均学園大宮高等女学校 ⇒（1934年：北足立郡大宮町に移管）埼玉県大宮高等女学校 ⇒《新制》埼玉県立大宮女子高等学校 ⇒（1951年：統合）埼玉県立大宮高等学校
- 小川実修女学校（1925年）⇒ 埼玉県立小川高等女学校（1928年）⇒《新制》埼玉県立小川女子高等学校 ⇒ 埼玉県立小川高等学校（1949年）
- 粕壁町立実科高等女学校（1911年）⇒ 埼玉県立粕壁高等女学校（1930年）⇒《新制》埼玉県立春日部女子高等学校
- 越ヶ谷町立越ヶ谷実践女学校（1926年）⇒ 越ヶ谷町立実科女学校 ⇒ 埼玉県立越ヶ谷高等女学校（1930年）⇒《新制》埼玉県立越ヶ谷女子高等学校 ⇒（1949年：共学化）埼玉県立越谷高等学校
- 大宮町立裁縫女学校（1907年）⇒ 秩父町立秩父実科高等女学校 ⇒ 埼玉県立秩父高等女学校（1930年）⇒《新制》埼玉県立秩父女子高等学校 ⇒（1950年：統合）埼玉県立秩父高等学校
- 埼玉県飯能実科高等女学校（1922年）⇒ 埼玉県立飯能高等女学校（1930年）⇒《新制》埼玉県立飯能女子高等学校 ⇒（1949年：共学化）埼玉県立飯能高等学校
- 埼玉県川口実科高等女学校（1929年）⇒ 川口市立高等女学校（1934年）⇒《新制》川口市立女子高等学校 ⇒ 川口市立川口総合高等学校 ⇒（統合）川口市立高等学校 ⇒ 川口市立高等学校・附属中学校（2021年）
- 深谷女子実業補習学校（1908年）⇒ 深谷実践女学校 ⇒ 深谷実科高等女学校 ⇒ 埼玉県深谷高等女学校（1940年）⇒《新制》埼玉県深谷女子高等学校 ⇒（1949年：県立移管）埼玉県立深谷女子高等学校 ⇒ 埼玉県立深谷第一高等学校（1976年）
- 私立鴻巣裁縫女学校（1906年）⇒ 町立鴻巣実修女学校 ⇒ 鴻巣実科高等女学校 ⇒ 埼玉県鴻巣高等女学校（1940年）⇒《新制・統合》組合立武陽高等学校 ⇒ 埼玉県立鴻巣高等学校 ⇒（1966年：分離独立）埼玉県立鴻巣女子高等学校
- 浦和市立高等女学校（1940年）⇒《新制》浦和市立女子高等学校 ⇒（1950年：統合）浦和市立高等学校 ⇒ さいたま市立浦和中学校・高等学校（2007年）
- 埼玉県松山実科高等女学校（1926年）⇒ 埼玉県立松山高等女学校（1942年）⇒《新制》埼玉県立松山女子高等学校
- 所沢町立所沢実科高等女学校（1916年）⇒ 所沢町立埼玉県所沢高等女学校（1943年）⇒《新制・統合》所沢町立埼玉県所沢高等学校 ⇒ 所沢市立埼玉県所沢高等学校 ⇒（1953年：県立移管）埼玉県立所沢高等学校
- 埼玉県川越実科高等女学校（1942年）⇒ 埼玉県川越市立高等女学校（1943年）⇒《新制・統合》埼玉県川越市立高等学校 ⇒ 埼玉県川越商業高等学校 ⇒ 川越市立川越高等学校（2002年）
- 埼玉県立杉戸高等家政女学校（1940年）⇒《新制・統合》埼玉県立杉戸農業高等学校

### 私立
- 細田裁縫女学校（1921年）⇒ 埼玉高等技芸女学校 ⇒《新制》細田女子高等学校 ⇒ 細田学園女子高等学校 ⇒ 細田学園高等学校
- 裁縫手芸伝習所山村塾（1922年）⇒ 山村高等学校裁縫女学校 ⇒《新制》山村女子高等学校 ⇒ 山村学園高等学校
- 塩原裁縫女学校（1925年）⇒ 塩原高等女学校（甲種実業学校）⇒ 本庄高等家政女学校 ⇒ 本庄家政高等学校 ⇒《新制》本庄女子高等学校 ⇒ 本庄第一中学校・高等学校
- 洋裁研究所（1940年）⇒ 飯能高等家政女学校 ⇒（1960年：新制）狭山ケ丘高等学校・付属中学校

## 実業学校

### 公立

#### 北足立
- 武陽中学（1918年）⇒ 私立武陽実業学校（1919年）⇒《新制・統合》組合立武陽高等学校 ⇒（1949年：県立移管）埼玉県立鴻巣高等学校
- 大宮町立工業学校（1925年）⇒ 埼玉県大宮工業学校 ⇒《新制》埼玉県大宮工業高等学校 ⇒（1963年：県立移管）埼玉県立大宮工業高等学校
- 浦和町立浦和商業学校（1927年）⇒ 埼玉県浦和商業学校 ⇒《新制》埼玉県浦和商業高等学校 ⇒（1956年：県立移管）埼玉県立浦和商業高等学校
- 組合立埼玉県与野農学校（1928年）⇒ 組合立埼玉県与野農商学校 ⇒（1944年：戦時非常措置）組合立埼玉県与野農学校 ⇒《新制》与野町立埼玉県与野農商高等学校 ⇒ 与野町立埼玉県与野高等学校 ⇒（1956年：県立移管）埼玉県立与野高等学校
- 大宮農園学校（1929年：私立）⇒ 大宮実科工業学校（1942年）⇒ 明道学園工業学校 ⇒ 片倉学園工農学校 ⇒《新制》片倉学園高等学校 ⇒（1949年：大宮市に移管）埼玉県大宮第一高等学校 ⇒（1951年：統合）埼玉県立大宮高等学校
- 埼玉県立川口工業学校（1937年）⇒《新制》埼玉県立川口工業高等学校
- 埼玉県大宮女子商業学校（1944年：大宮市立）⇒《新制》埼玉県大宮高等学校 ⇒ 埼玉県大宮市立高等学校 ⇒ 埼玉県大宮商業高等学校 ⇒（1956年：県立移管）埼玉県立大宮商業高等学校

#### 入間
- 共立英和学舎（1898年）⇒ 所沢実務学校 ⇒ 所沢商業学校（1936年）⇒ 埼玉県所沢商業学校 ⇒ 埼玉県所沢工業学校（1944年）⇒《新制・統合》所沢町立埼玉県所沢高等学校 ⇒ 所沢市立埼玉県所沢高等学校 ⇒（1953年：県立移管）埼玉県立所沢高等学校
- 埼玉県立川越染織学校（1908年）⇒ 埼玉県立工業学校（1918年）⇒ 埼玉県立川越工業学校 ⇒《新制》埼玉県立川越工業高等学校
- 埼玉県立蚕業学校（1920年）⇒ 埼玉県立農蚕学校 ⇒ 埼玉県立川越農蚕学校 ⇒《新制》埼玉県立川越農業高等学校 ⇒ 埼玉県立川越総合高等学校（1996年）
- 組合立豊岡農学校（1920年）⇒ 組合立豊岡実業学校 ⇒（1941年：県立移管）埼玉県立豊岡実業学校 ⇒《新制》埼玉県立豊岡実業高等学校 ⇒ 埼玉県立豊岡高等学校（1964年）
- 埼玉県川越商業学校（1926年：川越市立）⇒（1944年：戦時非常措置）埼玉県川越市立工業学校 ⇒ 埼玉県川越商業学校（1946年）⇒《新制・統合》埼玉県川越市立高等学校 ⇒ 埼玉県川越商業高等学校 ⇒ 川越市立川越高等学校（2002年）

#### 秩父
- 秩父郡立乙種農業学校（1900年）⇒ 秩父郡立農業学校 ⇒ 秩父郡立農林学校 ⇒ 埼玉県立秩父農林学校（1921年）⇒《新制》埼玉県立秩父農業高等学校 ⇒ 埼玉県立秩父農工高等学校（1955年）⇒（2005年：統合）埼玉県立秩父農工科学高等学校
- 秩父町立秩父商業学校（1937年）⇒（1944年：戦時非常措置）秩父町立埼玉県秩父工業学校 ⇒ 秩父町立埼玉県秩父中学校（1946年）⇒《新制》組合立秩父高等学校 ⇒（1950年：統合）埼玉県立秩父高等学校

#### 児玉
- 競進社蚕業学校（1899年）⇒ 競進社実業学校 ⇒ 埼玉県児玉農学校（1937年）⇒《新制》埼玉県児玉農業高等学校 ⇒（1972年：県立移管）埼玉県立児玉農工高等学校 ⇒ 埼玉県立児玉白楊高等学校（1995年）

#### 大里
- 埼玉県立甲種熊谷農学校（1902年）⇒ 埼玉県立熊谷農学校（1903年）⇒《新制》埼玉県立熊谷農業高等学校
- 熊谷商業学校（1920年）⇒ 埼玉熊谷商業学校 ⇒ 熊谷工業学校（1944年）⇒ 熊谷商工学校（1946年）⇒《新制》熊谷商工高等学校 ⇒（1957年：県立移管）埼玉県立熊谷商工高等学校 ⇒（1966年：分離）埼玉県立熊谷商業高等学校、埼玉県立熊谷工業高等学校
- 深谷町立深谷商業学校（1921年）⇒ 埼玉県立商業学校（1923年）⇒ 埼玉県立深谷商業学校 ⇒《新制》埼玉県立深谷商業高等学校

#### 北埼玉
- 組合立羽生農業学校（1919年）⇒ 埼玉県羽生実業学校 ⇒《新制》埼玉県羽生実業高等学校 ⇒（1949年：県立に移管）埼玉県立羽生実業高等学校
- 埼玉県北埼玉郡忍町立商業学校（1927年）⇒ 忍町立忍商業学校 ⇒（1938年：県立移管）埼玉県忍商業学校 ⇒ 埼玉県忍工業高校（1944年）⇒ 埼玉県忍実業学校（1946年）⇒《新制》埼玉県忍高等学校 ⇒ 埼玉県立行田高等学校（1951年）⇒（1967年：工業課程を埼玉県立行田工業高等学校として分離）埼玉県立行田商業高校 ⇒ 埼玉県立行田高等学校（1974年）⇒ 埼玉県立行田進修館高等学校（1998年）⇒（2005年：統合）埼玉県立進修館高等学校

#### 南埼玉
- 組合立中部実業学校（1918年）⇒ 埼玉県岩槻実業学校（1943年）⇒《新制》埼玉県岩槻実業高等学校 ⇒（1951年：県立移管）埼玉県立岩槻実業高等学校 ⇒ 埼玉県立岩槻商業高等学校（1964年）

#### 北葛飾
- 埼玉県北葛飾郡立杉戸農業学校（1921年）⇒（1923年：県立移管）埼玉県立杉戸農業学校 ⇒《新制・統合》埼玉県立杉戸農業高等学校
- 埼玉県立幸手実業学校（1941年）⇒《新制》埼玉県立幸手商業高等学校 ⇒（2013年：統合）埼玉県立幸手桜高等学校

## その他
- 昭和義塾中等学校
- 埼玉県立敬和中学校 ⇒ 埼玉県立浦和中学校第二部 ⇒ 埼玉県立浦和高等学校定時制
- 埼玉県忍中学校 ⇒ 忍高等学校定時制 ⇒ 埼玉県立行田進修館高等学校総合学科
- 埼玉中学校夜間部 ⇒ 埼玉高等学校定時制 ⇒ 浦和市立高等学校定時制